# Ruslan Nurudinov
Ruslan Šamil'evič Nurudinov (in russo Русла́н Шами́льевич Нуруди́нов?; Andijan, 24 novembre 1991) è un sollevatore uzbeko di origine tatara, vincitore della medaglia d'oro olimpica nella categoria 105 kg ai Giochi di Rio de Janeiro 2016.
Nel 2018 è stato squalificato per due anni dopo le nuove analisi sui campioni prelevati durante le Olimpiadi di Londra 2012, risultando positivo al doping e tolto dalla classifica di quella gara olimpica.

## Palmarès
- Giochi olimpici

Rio de Janeiro 2016: oro nei 105 kg.
- Mondiali

Wrocław 2013: oro nei 105 kg.
Almaty 2014: argento nei 105 kg.
Tashkent 2021: argento nei 109 kg.
Bogotà 2022: oro nei 109 kg.
Riad 2023: argento nei 109 kg.
Manama 2024: oro nei 109 kg.
- Giochi asiatici

Giacarta 2018: oro nei 105 kg.
Hangzhou 2022: bronzo nei 109 kg.
- Campionati asiatici

Pyeongtaek 2012: oro nei 105 kg.
Astana 2013: oro nei 105 kg.
Tashkent 2020: oro nei 109 kg.
Jinju 2023: oro nei 109 kg.
Tashkent 2024: oro nei 109 kg.
- Universiadi

Kazan' 2013: oro nei 105 kg.